# Fonografía Artística
Fonografía Artística fue el primer sello discográfico chileno, establecido durante la primera década del siglo XX en Santiago, Chile. Fue el primer sello discográfico orientado a la grabación y comercialización de música chilena, y el primer fabricante de discos piratas en Chile.
Las grabaciones realizadas por este sello se realizaron en un principio en cilindros de fonógrafo, para posteriormente concentrarse exclusivamente en la producción de discos de gramófono de 78 rpm. En su mayoría, los discos corresponden a copias piratas o bootlegs de discos importados por sellos europeos, estadounidenses y argentinos.
Tras el deceso de Efraín Band, fundador del sello, la producción de discos termina de forma definitiva en 1936.
Durante su existencia, se estima que presentó sus discos bajo al menos media docena de sellos distintos.

## Orígenes
El empresario y comerciante de origen ruso Efraín Band Blumenzweig fue pionero en la industria fonográfica de Chile, comenzando la grabación de cilindros de fonógrafo por lo menos desde 1901, y de discos de 78 RPM desde 1907 o 1909. En 1901, la SOFOFA, de la cual Efraín Band era miembro en su calidad de empresario, le acreditó una comisión ad honorem para realizar un viaje a Europa y Estados Unidos con el fin de estudiar in situ la incipiente industria de fonógrafos, gramófonos, cilindros y discos; comprometiéndose a presentar un informe al gobierno sobre sus observaciones. En su solicitud, se esgrime como uno de los argumentos, la idea de generar una industria fonográfica chilena, basada en la música de gusto popular del país, en la que cantantes y compositores chilenos pudiesen encontrar una ocupación lucrativa.
El estudio de grabación acústico del sello estaba en el salón de su casa, ubicada en calle San Isidro N° 218, Santiago. En un galpón ubicado al fondo se encontraba la máquina en donde se prensaban artesanalmente los discos.
Band habría mantenido un monopolio legal sobre la industria discográfica chilena, desde 1902 hasta la década de 1920, solo interrumpido por esporádicas visitas del sello Victor al país, en 1912 y 1917.

## Historia
Durante la primera década del siglo XX Efraín Band se dedicó a la producción de cilindros de cera para fonógrafo, bajo el sello Fonografía Artística y con una frase de presentación grabado para la Casa de Efraín Band. Esta frase acompañaría los primeros discos nacionales, producidos desde 1907 o 1909, que eran rotulados bajo el mismo sello.
Posiblemente alrededor de 1915, Efraín Band comenzó a piratear discos extranjeros, pero continuó manteniendo un repertorio chileno en sus discos. De este tipo fueron los sellos Disco Águila (cuya ilustración representaba un águila montado sobre un globo terráqueo, con Sudamérica en el norte, y la frase AMERICAN RECORD) y Mundial Record, inspirado en las coloridas carátulas de discos europeos de la época, donde aparece el dibujo de una dama sentada en una especie de poltrona escuchando un gramófono.
Para la década de 1920, Band abandonó completamente el repertorio de grabaciones chilenas originales, dedicándose por completo al pirateo de discos extranjeros. Por lo general, estos discos incluían un fox trot en un lado y un tango en el otro, y se vendían a mitad de precio en comparación a los discos originales importados. De este tipo fueron los sellos Mignon Record, Royal Record' (cuya ilustración representaba un gato sosteniendo un disco entre sus patas delanteras, con la frase EXTRA FINE FOR TALKING MACHINE), Radio-Tone (cuyo diseño estaba inspirado en el sello Brunswick), Estrella y Disco Ideal. De éstos sellos, sólo Royal publicó algunas grabaciones originales hasta 1925.
Efraín Band tenía sucursales en todo Chile: en Santiago, Huérfanos N° 909; en Iquique, Ramírez 64; en Valparaíso, Condell N° 96; en Antofagasta, Angamos N° 144 y en Concepción, en la Calle Comercio (actual Barros Arana). Para la década de 1920, la casa principal de Efraín Band estaba ubicada en Estado N° 359, Santiago; pero la venta de discos piratas se realizaba por medio de vendedores viajeros a comisión, que recorrían pueblos de provincia con una maleta con las últimas novedades en discos.
La producción de discos piratas se mantuvo largamente en el tiempo, hasta la muerte de Efraín Band en 1936.

## Grabaciones notables
El legado discográfico producido por Efraín Band, tanto en su sello Fonografía Artística como en los discos piratas, se encuentra ampliamente disperso y desconocido en la actualidad, salvo por algunos ejemplares conservados hoy en manos de coleccionistas privados.
Algunos personajes y grabaciones notables que se conocen dentro del patrimonio sonoro de Efraín Band que ha sido recuperado, se cuentan:
- El primer cilindro de fonógrafo, Fonografía Artística N° 1, fue una interpretación del Himno Nacional de Chile efectuada por dos voces de tenor con acompañamiento de piano alrededor del año 1906. Esta pieza única forma parte de la colección Museo de Ciencia y Tecnología (Chile)
- El profesor y veterano de la Guerra del Pacífico Adolfo Urzúa Rosas, productor de la primera película chilena en 1909, Manuel Rodríguez, también para Efraín Band[1]
- La soprano chilena Aída Cuadra, quien grabó dieciséis lados para el sello Victor durante su gira a Chile de 1917.
- La tonadillera Roxana, recordada hoy por haber bailado un tango con Carlos Gardel en el Teatro Olimpo en 1917.
- El histórico Discurso del candidato presidencial de la Alianza Liberal, Sr. Arturo Alessandri Palma, grabado en un Disco Águila alrededor de 1920.
- I tenía un lunar (sic), posiblemente la grabación chilena más antigua con influencia de jazz bailable, compuesto por José Bohr y publicado en un disco Royal en 1926.
- El Trío Fru-frú, un conjunto folclórico de casa de canto, dirigido por el pianista Ismael Carter, habría sido el principal intérprete de gran parte de las cuecas y tonadas que se grabaron en los discos del sello Fonografía Artística. Este conjunto no fue identificado en los discos, presumiblemente, por la cuestionable fama de antro que tenían las casas de canto en Santiago a principios de siglo.

## Premios
- En 1910, el sello "Disco Águila" obtuvo el Primer Premio en la Exposición Nacional de Industrias de 1910.

- En 1910, el sello "Royal Record" obtuvo el Primer Premio "Medalla de Plata", en la Exposición "Centenario de Chile".

- En 1925, el mismo sello obtuvo el Primer Premio "Medalla de Oro", en la Exposición de Bolivia.